# Antalya Open 2021
L'Antalya Open 2021 è stato un torneo professionistico di tennis giocato sui campi in cemento all'aperto. È stata la quarta edizione dell'evento facente parte dell'ATP Tour 250 nell'ambito dell'ATP Tour 2021. Il torneo si è svolto al Limak Arcadia Sport Resort di Adalia, in Turchia, dal 7 al 13 gennaio 2021.

## Partecipanti

### Teste di serie
| Nazionalità | Giocatore           | Ranking* | Testa di serie |
| ----------- | ------------------- | -------- | -------------- |
| Italia      | Matteo Berrettini   | 10       | 1              |
| Belgio      | David Goffin        | 16       | 2              |
| Italia      | Fabio Fognini       | 17       | 3              |
| Australia   | Alex de Minaur      | 23       | 4              |
| Germania    | Jan-Lennard Struff  | 37       | 5              |
| Georgia     | Nikoloz Basilašvili | 40       | 6              |
| Serbia      | Miomir Kecmanović   | 42       | 7              |
| Kazakistan  | Aleksandr Bublik    | 49       | 8              |

* Ranking al 4 gennaio 2021.

### Altri partecipanti
I seguenti giocatori hanno ricevuto una wildcard per il tabellone principale:
- Altuğ Çelikbilek
- Marsel İlhan
- Ergi Kırkın

I seguenti giocatori sono passati dalle qualificazioni:

- Adrian Andreev
- Matthias Bachinger
- Pavel Kotov
- Dimitar Kuzmanov
- Alex Molčan
- Michael Vrbenský

### Ritiri
Prima del torneo
- Marco Cecchinato → sostituito da  Kacper Żuk
- Borna Ćorić → sostituito da  Tristan Lamasine
- Lloyd Harris → sostituito da  Nicola Kuhn
- Benoît Paire → sostituito da  Andrea Arnaboldi
- Jannik Sinner → sostituito da  Malek Jaziri
- João Sousa → sostituito da  Hugo Grenier

Durante il torneo
- Matthias Bachinger
- Aleksandr Bublik
- Laslo Đere
- Hugo Grenier

## Partecipanti al doppio

### Teste di serie
| Nazione | Giocatore     | Nazione    | Giocatore        | Ranking* | Testa di serie |
| ------- | ------------- | ---------- | ---------------- | -------- | -------------- |
| Croazia | Nikola Mektić | Croazia    | Mate Pavić       | 12       | 1              |
| Croazia | Ivan Dodig    | Slovacchia | Filip Polášek    | 33       | 2              |
| Francia | Jérémy Chardy | Francia    | Fabrice Martin   | 60       | 3              |
| Serbia  | Nikola Ćaćić  | Danimarca  | Frederik Nielsen | 111      | 4              |

* Ranking aggiornato al 4 gennaio 2021.

### Altri partecipanti
Le seguenti coppie hanno ricevuto una wildcard per il tabellone principale:
- Umut Akkoyun /  Mert Naci Turker
- Tuna Altuna /  Altuğ Çelikbilek

### Ritiri
Prima del torneo
- Sander Arends /  Matwé Middelkoop → sostituiti da  Luca Margaroli /  Florin Mergea
- Matteo Berrettini /  Jannik Sinner → sostituiti da  Denys Molčanov /  Oleksandr Nedovjesov
- Tomislav Brkić /  Aisam-ul-Haq Qureshi → sostituiti da  Ivan Sabanov /  Matej Sabanov
- Lloyd Harris /  David Pel → sostituiti da  Jiří Veselý /  Tristan-Samuel Weissborn
- Benoît Paire /  Stefano Travaglia → sostituiti da  Harri Heliövaara /  Emil Ruusuvuori

## Punti e montepremi
| Torneo              | V        | F        | SF       | QF      | 2T      | 1T      | Q    | Q2   | Q1      |
| Singolare           | 250      | 150      | 90       | 45      | 20      | 0       | 12   | 0    | 6       |
| Premi in denaro (€) | 27 960 € | 20 000 € | 14 000 € | 9 700 € | 5 700 € | 3 200 € | N.D. | N.D. | 1 750 € |
| Doppio              | 250      | 150      | 90       | 45      | N.D.    | 0       | N.D. | N.D. | N.D.    |
| Premi in denaro (€) | 8 900 €  | 6 880 €  | 5 050 €  | 3 440 € | N.D.    | 2 350 € | N.D. | N.D. | N.D.    |

## Campioni

### Singolare
Alex de Minaur ha vinto il titolo grazie al ritiro di  Aleksandr Bublik sul 2-0, in favore dell'asustraliano.
- È il quarto titolo in carriera per De Minaur, primo della stagione.

### Doppio
Nikola Mektić /  Mate Pavić hanno sconfitto in finale  Ivan Dodig /  Filip Polášek con il punteggio di 6-2, 6-4.